# Villa Metaphora
Villa Metaphora, pubblicato da Bompiani nel novembre del 2012, è il diciassettesimo romanzo di Andrea De Carlo.

## Trama
Sulle rocce della disabitata costa occidentale dell'isola di Tari, a sud della Sicilia e ai confini delle acque territoriali italiane, sorge Villa Metaphora. Il nucleo originario è costituito dalla villa del barone Ludovico Carlo Emarico di Canistraterra, eccentrico umanista e scienziato siciliano il quale, innamoratosi della disabitata costa occidentale di Tari negli anni Quaranta decise di costruirvi una residenza, ove "rifugiarsi nell'inaccessibile per contemplare l'irraggiungibile". Le difficoltà di costruire in un luogo così remoto, la scarsità di manodopera locale, nonché diverse vicissitudini finanziarie, ebbero l'effetto di allungare a dismisura i tempi della realizzazione dell'edificio principale e delle sue sette terrazze. Da qui la scelta del nome della villa, che il barone considerava una metafora del costante allontanarsi dell'oggetto di ogni desiderio umano da chi lo persegue. Dopo la morte del Canistretarra, avvenuta in circostanze drammatiche, la villa rimase abbandonata per decenni, e versava in condizioni di grave decadenza quando venne acquistata dall'architetto milanese Gianluca Perusato, progettista di residenze prestigiose nelle più importanti località del mondo, e vincitore di prestigiosi premi internazionali. Nel 2005 inizia un accuratissimo lavoro di recupero dell'edificio originario, e di sviluppo di nuovi spazi armoniosamente integrati con la struttura preesistente e con il paesaggio circostante, che trasforma la villa in resort di altissima qualità, dotato di tutti i comfort più avanzati e all'avanguardia in termini di eco-compatibilità.
Il 21 giugno 2012, giorno del solstizio d'estate, Villa Metaphora riapre finalmente le sue porte. L'architetto Perusato insieme alla sua assistente Lucia Moscatigno accolgono i primi ospiti, prelevati al porto di Bonarbor dal marinaio Carmine Alcuanti, che li conduce a destinazione con uno splendido Chris Craft Triple Cockpit Barrel Back, un motoscafo americano d'epoca restaurato alla perfezione.
Gli ospiti, diversissimi tra loro per professione, carattere e nazionalità, hanno in comune il fatto di essere ricchi, famosi, e in cerca di alcuni giorni di tregua dalle pressioni del mondo. Tra loro ci sono il banchiere tedesco Werner Reitt, sua moglie, l'attrice statunitense e sex symbol planetario Lynn Lou Shaw, suo marito Brian Neckhart, inventore di Lifesolving, metodo brevettato per risolvere i problemi altrui, Lara Laremi, giovane scenografa italo-irlandese invitata da Lynn Lou Shaw a tenerle compagnia, Simone Poulanc, giornalista francese in incognito, specializzata in stroncature di ristoranti e alberghi costosi e celebrati, l'anziano ingegner Cobanni, un tempo costruttore di cannocchiali e binocoli di impareggiabile qualità, e sua moglie Tiziana, esperta nel gioco delle deduzioni. In cucina c'è Ramiro Juarez, inventivo e a volte provocatorio star-chef emergente della cucina tecno-emotiva. Più tardi arriverà Piero Gomi, ambizioso esponente di punta del Partito della Modernità, ansioso di stabilire un contatto con i "poteri forti". E faranno un'incursione due coppie di russi, disposti a pagare qualsiasi cifra pur di essere ammessi a far parte di un ambiente tanto esclusivo, determinati a gustare le creazioni sublimi di Ramiro e bere lo champagne più costoso offerto dalla casa.

## Struttura
Villa Metaphora adotta l'archetipo della "struttura chiusa", ricorrente nel corso della storia letteraria, da Giovanni Boccaccio per arrivare ad Agatha Christie. Un gruppo variegato di personaggi si ritrova bloccato in uno stesso luogo per un certo periodo di tempo, consentendo al narratore (e al lettore) di osservarne azioni, reazioni e interazioni. È una sorta di laboratorio comportamentale, che suscita in chi legge un'alternanza di curiosità, immedesimazione, sadismo, voyeurismo, presa di distanza, irritazione, compassione, man mano che i caratteri e le motivazioni di ciascun personaggio si rivelano. L'isola di Tari, mondo in scala ridotta, circondata da un mare profondissimo, è la collocazione ideale di una struttura di questo tipo. La scelta di un luogo immaginario libera il narratore dalle costrizioni della geografia e della storia esistenti, consentendogli di creare un retroterra culturale e linguistico che ha un ruolo di particolare rilievo nella vicenda romanzesca.
Con Villa Metaphora Andrea De Carlo sviluppa ed estende la tecnica di spostamento della prospettiva narrativa iniziato con Giro di vento e con Lei e lui, accentuando rispetto ai romanzi precedenti l'unicità della voce di ogni singolo personaggio, attraverso una ricerca di stile che corrisponde a un'approfondita indagine psicologica. È una scelta del tutto originale, marcatamente diversa da quella del narratore onnisciente, che osserva e narra con gradi variabili di partecipazione e distacco le vicende dei vari personaggi. Qui il romanziere si cala nei panni di ciascun personaggio con totale partecipazione, adottandone le ragioni profonde, lo spirito, i modi di fare e di esprimersi. Il risultato è una variazione continua di prospettive che, senza interrompere o rallentare il flusso della narrazione principale, la arricchisce di una sfaccettatura che aumenta la complessità del testo e crea diversi livelli di lettura.

## Stile
Di capitolo in capitolo, i punti di vista di ciascuno dei quattordici personaggi principali del romanzo si alternano, in una varietà di registri stilistici nettamente distinti e riconoscibili. Si passa dallo spirito da borghese lombardo, snob e salottiero, dell'architetto Gianluca Perusato, all'istintiva, passionale sensualità di Lucia Moscatigno, giovane assistente manager nativa di Tari con cui l'architetto ha una relazione illecita, alla nevrosi elencatoria con cui lo "star-chef" Ramiro Juarez cerca di dare un ordine al mondo per arginare i propri ricorrenti attacchi di panico. Mentre Simone Poulanc riflette e racconta con un lessico e una prosa da intellettuale parigina, Werner Reitt esprime nel suo modo di ragionare tutta l'arroganza di un dio dell'alta finanza. I capitoli raccontati dal punto di vista di Lynn Lou Shaw, intessuti di espressioni volgari utilizzate con assoluta naturalezza, alternano l'incuranza della star alla sensibilità nascosta di una giovane donna che, spinta giovanissima su un set cinematografico dalla madre-manager, non ha mai avuto diritto a una vita normale. Ma l'esercizio di stile più interessante è nei capitoli di Carmine Alcuanti, il marinaio-factotum di Villa Metaphora. Il linguaggio di Carmine è un italiano con continue contaminazioni di tarese, una sorta di esperanto naturale, combinazione di lingue che va dal latino al siculo al francese allo spagnolo all'inglese, risultato della successione di occupazioni e colonizzazioni che la minuscola isola ha subito nel corso dei secoli. La prosa colorita, vivissima e inventiva di Carmine offre occasioni di autentica ilarità, ma è anche spunto per riflessioni sulla contaminazione culturale e linguistica tipica della nostra epoca. Il giovane Carmine, depositario dell'antica cultura animistica di Tari, e allo stesso tempo soggetto alle influenze della cultura pop del ventunesimo secolo, il che gli fa vedere l'attrice Lynn Lou Shaw come un'autentica divinità, nei cui confronti prova una venerazione che va ben al di là dell'idolatria di un semplice fan, e in esprime in lessico iperbolico intriso di romanticismo e di galanteria.

## Curiosità
Gli abitanti di Tari, rappresentati nel romanzo da Lucia, assistente manager di Villa Metaphora, nonché amante di Gianluca Perusato, e da Carmine Alcuanti, marinaio e tuttofare del resort, nonché cugino di Lucia, si esprimono in un dialetto che assomiglia a una sorta di "esperanto naturale". Frutto della stratificazione linguistica dovuta alle molteplici invasioni e colonizzazioni succedutesi nella piccola isola nel corso dei secoli, il tarese reca tracce di latino, siculo, spagnolo, francese, inglese, maltese e portoghese. Per avere un'idea delle caratteristiche di questo dialetto basta citare qui uno dei tanti proverbi locali riferiti da Lucia: Saia o vermo au nuci: ghivame tempore que te perfore (disse il verme alla noce, dammi il tempo che ti bucherò).
Il numero 7, da sempre considerato simbolo magico e religioso della perfezione, in quanto legato al ciclo lunare, ricorre più volte, e a vari livelli, in Villa Metaphora. I fatti narrati nel romanzo hanno inizio il 21 giugno, giorno del solstizio d'estate e multiplo di 7. La villa costruita dal barone Canistraterra, che costituisce il nucleo originario del moderno resort, è dotata di sette terrazze, ognuna con un orientamento diverso sul selvaggio panorama circostante. I lavori di ristrutturazione a opera dell'architetto Perusato sono durati sette anni. I personaggi principali, a cui corrispondono altrettanti punti di vista che si alternano di capitolo in capitolo, sono quattordici. La superficie dell'isola di Tari è di 7,7 chilometri quadrati. Tutti i membri della famiglia di Carmine Alcuanti, marinaio-factotum del resort e uno dei personaggi del romanzo, hanno nomi di sette lettere (Rimasto, Trovato, Portato, Siriana, eccetera). L'intera struttura del romanzo è infine articolata in sette giorni. Curiosità aggiuntiva, l'uscita del romanzo nelle librerie italiane è avvenuta il 7 novembre 2012.
Gli autori delle poesie che vengono recitate all'interno della Grotta del Drago da Lynn Lou Shaw, Lara Laremi, l'ingegner Cobanni e Carmine sono stati inventati da Andrea De Carlo, così come le loro opere.
Lara Laremi è figlia di Guido Laremi, protagonista del romanzo Due di due.

## Personaggi
- Gianluca Perusato: architetto milanese, progettista e proprietario di Villa Metaphora
- Lucia Moscatigno: assistente di Perusato, nativa di Tari, e sua amante
- Carmine Alcuanti: marinaio e factotum di Villa Metaphora, nativo di Tari, cugino di Lucia
- Paolo Zacomel: falegname e scultore, assunto per realizzare il mobilio di Villa Metaphora
- Ramiro Juarez: chef spagnolo specializzato in cucina "tecno-emotiva"
- Lara Laremi: scenografa italo-irlandese, amica di Lynn Lou Shaw
- Lynn Lou Shaw: attrice statunitense e sex symbol planetario
- Brian Neckhart: americano, marito di Lynn Lou Shaw, inventore del metodo LifeSolving
- Werner Reitt: tedesco, vicedirettore della PanEuropaBank (PEB)
- Brigitte Reitt: logopedista, moglie di Werner
- Simone Poulanc: francese, giornalista specializzata in critiche di alberghi e ristoranti
- Giulio Cobanni: ingegnere, ex proprietario di una fabbrica di binocoli di alta qualità
- Tiziana Cobanni: moglie di Giulio
- Piero Gomi: parlamentare, esponente di punta del Partito della Modernità
- Mathias Baumgartner: assistente di Werner Reitt
- Federico: assistente cuoco, nativo di Tari
- Amalia: cameriera, tarese
- Teresa: cameriera, tarese
- Malakhov: miliardario russo
- Burskin: russo, amico di Malakhov
- Tanja: russa, amica di Malakhov
- Irina: russa, amica di Tanja

## Critica
"Ambizioso. Sterminato. A suo modo definitivo." Antonio Gnoli, La Repubblica, 8/11/2012, pag.47
"Ci vuole maturità artistica per tenere le fila di un romanzo così lungo e complesso... La trama è un meccanismo perfetto..." Cinzia Fiori, Il Corriere della Sera, 7/11/2012
"Coinvolge e appassiona dalla prima all'ultima delle 924 pagine, i personaggi sono sfaccettati e molteplici..." Mirella Serri, TTL 10/11/2012, pag.VIII
"Andrea De Carlo affronta un'impresa alla Balzac, con un romanzo di costume che vuole essere anche una metafora dello sfacelo della società di oggi. Grande risultato narrativo." Giovanni Pacchiano, Gioia, 11/12
"Un'opera monumentale, non solo per le dimensioni notevoli, ma per la cura e l'attenzione ai dettagli capaci di rendere unici i personaggi... Al lettore bastano pochi minuti per restare agganciati... Non ci si annoia mai. Metafora ironica, toccante e pungente della nostra società." Solange Savagnone, Sorrisi e Canzoni 13/11/2012, pag.73
"Un vortice perfetto... una godibilissima commedia nera, imparentata con il migliore Tennessee Williams." Fabrizio Ottaviani, Il Giornale, 25/11/12, pag.26
"Raccontare il mondo non è mai facile. Andrea De Carlo ci riesce." Francesca Figus, L'Unione Sarda, 14/11/12, pag.42
"Un'acutezza di scandaglio di tale profondità da smussare le insidie di spigoli e anse, percorrendo il testo con una 'incuriosatura' cui si deve la scansione di momenti incancellabili." Giuseppe Amoroso, Il Tempo, 25/11/12, pag.20
"Una narrazione polifonica, dallo stile versatile." Marzia Fontana, Il Venerdì di Repubblica, 30/11/2012, pag.116
"Una girandola di colpi di scena che tengono il lettore sempre avvinto... libro che appassiona, fa sorridere e indignare. E zero paure per la mole: qui ci si diverte, eccome." Lorenzo Morandotti, Il Corriere di Como, 28/11/2012, pag.13
"Stato di grazia di De Carlo, che riesce a mantenere per 921 pagine certezza e lucidità di sguardo. E questo accade per i dialoghi, i linguaggi, l'entrata in scena dei personaggi, la tenuta della tensione..." Tina Guiducci, La Gazzetta di Mantova, 7/12/2012, pag.23
"Ciascuno dei personaggi è un tipo umano, un modello antropologico. Adottando uno stile mimetico, De Carlo si rivela straordinario nel restituirne il modo di pensare, i molti vizi e le poche virtù, le contraddizioni. E attraverso di loro riflette, commenta, interpreta la società in cui viviamo... In una sarabanda traboccante di colpi di scena, nella quale non ci si annoia mai, si delinea un ritratto impietoso, divertente e grottesco dei nostri giorni." Paolo Perazzolo, Famiglia Cristiana, 20/1/2013, pag. 82

## Edizioni
- Andrea De Carlo, Villa Metaphora, Bompiani, 2012, ISBN 978-88-452-7143-4.